# Ел Каризалиљо (Туспан)
Ел Каризалиљо (шп. El Carrizalillo) насеље је у Мексику у савезној држави Халиско у општини Туспан. Насеље се налази на надморској висини од 1280 м.

## Становништво
Према подацима из 2005. године у насељу су живела 2 становника.

### Хронологија
| Година       | 2000       | 2005 |
| ------------ | ---------- | ---- |
| Становништво | 10 (4 / 6) | 2    |

### Попис
| # | Индикатор                        | Вредност |
| - | -------------------------------- | -------- |
| 1 | Укупно појединачних домаћинстава | 1        |